# مارتا وندلین
مارتا ماریا وِنْدِلین (زاده ۲۳ نوامبر ۱۸۹۳ در کومن‌لاکسو - درگذشته ۱ مارس ۱۹۸۶ در توسولا) نقاش فنلاندی بود.
او افسانه‌ها و کتاب‌های مدرسه را تصویرسازی می‌کرد و کارت پستال و روی جلد مجلات را نقاشی می‌کرد. دوران اوج کار او در دهه ۱۹۳۰ بود، زمانی که مجلات می‌توانستند از تصاویر با کیفیت خوب استفاده کنند، اما استفاده از عکس هنوز آنقدر رایج نبود.